# Malena Ernman
Sara Magdalena Ernman (Uppsala, 4 de novembre de 1970), més coneguda pel seu nom artístic Malena Ernman, és una cantant lírica sueca amb tesitura de mezzosoprano especialitzada en òperes i operetes. Més enllà del món de l'òpera, també s'ha interessat per altres gèneres, com el teatre de varietats i els musicals i, així, ha interpretat cançons, cabaret, jazz i ha intervingut en el teatre musical. És membre de la Reial Acadèmia Sueca de Música.
L'any 2009 va representar Suècia en el Festival d'Eurovisió amb la cançó de pop operístic «La Voix».
És mare de l'activista mediambiental Greta Thunberg.

## Biografia
Malena Ernman va néixer a Upsala i va passar tota la seva infància a Sandviken, a la província de Gävleborg. Als sis anys va començar la seva formació musical com a membre d'un cor infantil, i després de completar l'educació bàsica va marxar a Estocolm per especialitzar-se com a mezzosoprano a la Reial Acadèmia Sueca de Música. Va completar els seus estudis a l'Òpera Reial d'Estocolm, i al Conservatori de Música d'Orleans (França).
En la seva carrera operística ha cantat un amplíssim repertori que va des de la Carmen, de Bizet, a l'òpera d'Estocolm, al Cherubino, de Les noces de Figaro, a Berlín, o la Rosina de Il Barbieri di Siviglia a Berlín, Estocolm o Hèlsinki. Va estrenar al Théâtre de la Monnaie de Brussel·les i després al Festival d'Ais de Provença i a Viena, l'òpera Julie, de Philippe Boesmans. Al novembre de 2013 va actuar en la representació d'Agrippina, del compositor Georg Friedrich Händel, al Gran Teatre del Liceu de Barcelona.
Està casada amb l'actor Svante Thunberg i ha tingut dues filles: Greta i Beata. Al llarg de la seva vida s'ha significat en la lluita contra el canvi climàtic (un valor que, efectivament, ha transmès a les seves filles) i ha recolzat causes com el dret d'asil.
Al 2018 va escriure, juntament amb la seva família, el llibre Escenes del cor (en suec, Scener ur hjärtat), traduïda després a l'anglès com a Our House is on Fire: Scenes of a Family and a Planet in Crisis, en què aborda la depressió de la seva filla Greta i el canvi que tota la família va dur a terme per reduir les emissions de carboni i contribuir a evitar l'escalfament global.

## Obres seleccionades
- 2000: Neró - Agripina (Händel)
- 2003: Diana - La Calisto (Cavalli)
- 2003: Licas - Hèrcules (Händel)
- 2005: Julie - Julie (Philippe Boesmans)
- 2007: Cherubino - Les noces de Fígaro (Mozart)
- 2008: Dido - Dido i Eneas (Henry Purcell)
- 2009: Angelina - La Ventafocs (Rossini)
- 2010: Idamante - Idomeneo, rei de Creta (Mozart)
- 2010: Ino - Semele (Händel)
- 2010: Nicklausse - Les contes de Hoffman (Offenbach)
- 2011: Eduige - Rodelinda (Händel)
- 2011: Ser-se - Serse (Händel)
- 2012: Elena - La dama del llac (Rossini)